# Толочинский район
Толо́чинский райо́н (бел. Талачынскі раён) — административная единица на юге Витебской области Республики Беларусь. Административный центр — город Толочин.
Численность населения — 21 292 человек (на 1 января 2025 года).

## Административное устройство
В районе 267 деревень.
Район включает Толочин и 7 сельсоветов:
- Волковичский
- Волосовский
- Оболецкий
- Кохановский
- Серковицкий
- Славновский
- Толочинский

Упразднённые сельсоветы на территории района:
- Аленовичский[6]
- Жукневский[6]
- Плосковский[6]
- Озерецкий

29 апреля 2004 года упразднены: Жукневский, Аленовичский, Плосковский сельсоветы.

## География
Территория района — 1500 км².
Толочинский район граничит с Чашникским районом на северо-западе (несколько километров), Сенненским районом на севере, Оршанским районом на востоке. На юге район граничит с Круглянским и Шкловским районами Могилёвской области, на западе — с Крупским районом Минской области.
Территория Толочинского района расположена в пределах Оршанской возвышенности. По территории проходит водораздел между реками Балтийского и Черного морей — Западной Двиной и Днепром. На территории Толочинского района берут свое начало реки Друть, Усвейка, Бобр, Оболянка.

## История
Район образован 17 июля 1924 года. В 1924—1930 годах входил в состав Оршанского округа, в 1930—1938 годах — в республиканском подчинении, с 1938 года — в составе Витебской области. Некоторое время в восточной части современного Толочинского района существовал Кохановский район.
Территория района неоднократно изменялась, последние изменения произошли в 1965 году. 8 июля 1931 года к району были присоединены Старосельский сельсовет упразднённого Копысского района (8 декабря 1931 года этот сельсовет передан Шкловскому району), местечко Коханово и 5 сельсоветов упразднённого Кохановского района, 6 сельсоветов упразднённого Круглянского района. 12 февраля 1935 года 7 сельсоветов передано повторно образованному Круглянскому району. 9 сентября 1946 года повторно создан Кохановский район, и в его состав передано 6 сельсоветов. 17 декабря 1956 года Кохановский район был упразднён, а 6 сельсоветов передано Толочинскому району. 25 декабря 1962 года 4 сельсовета передано из состава Оршанского района, 12 февраля 1965 года три из них возвращены Оршанскому району (четвёртый был ранее упразднён).
Во время Великой Отечественной войны в Толочинском районе тысячи евреев были согнаны в 4 гетто и практически полностью уничтожены.
30 апреля 1958 года населённые пункты Колино-Лидино и Хатьково из состава Жукневского сельского Совета Толочинского района Витебской области перечислены в состав Старосельского сельского Совета Шкловского района Могилёвской области.
20 октября 1995 года административные единицы Толочинский район и город Толочин, имеющие общий административный центр, объединены в одну административную единицу — Толочинский район.

## Население
Транзитный характер района (транзитные н.п. — Толочин и др.) отражается не только на специфике инфраструктуры, но и на жителях.
Жители много ездят в Россию, на Запад ездят, там деньги зарабатывают, приезжают сюда — строятся, ремонтируют дома.
Уровень жизни повыше, чем в других районах области.

### Численность
Численность населения — 21 292 человек (на 1 января 2025 года), в том числе городское — 13 226 человек (Толочин — 9 542 человек, Коханово — 3 684 человек), сельское — 8 066 человек.
Население района — 22 745 человек (на 1 января 2022 года).
| Численность населения | Численность населения | Численность населения | Численность населения | Численность населения | Численность населения | Численность населения | Численность населения | Численность населения |
| 1970                  | 1979                  | 1989                  | 1996                  | 2001                  | 2002                  | 2003                  | 2004                  | 2005                  |
| --------------------- | --------------------- | --------------------- | --------------------- | --------------------- | --------------------- | --------------------- | --------------------- | --------------------- |
| 50 450                | ▼44 231               | ▼40 793               | ▼38 695               | ▼34 868               | ▼33 940               | ▼33 042               | ▼32 346               | ▼31 590               |
| 2006                  | 2007                  | 2008                  | 2009                  | 2010                  | 2011                  | 2012                  | 2013                  | 2014                  |
| ▼30 898               | ▼30 170               | ▼29 523               | ▼28 983               | ▼28 490               | ▼27 912               | ▼27 398               | ▼26 896               | ▼26 462               |
| 2015                  | 2016                  | 2017                  | 2018                  | 2019                  | 2020                  | 2021                  | 2022                  | 2023                  |
| ▼25 910               | ▼25 504               | ▼25 106               | ▼24 725               | ▼24 442               | ▼23 983               | ▼23 396               | 22 745                |                       |
| 2024                  | 2025                  |                       |                       |                       |                       |                       |                       |                       |
|                       | ▼21 292               |                       |                       |                       |                       |                       |                       |                       |

### Национальный состав
| Национальный состав по переписи населения 2019 года | Национальный состав по переписи населения 2019 года | Национальный состав по переписи населения 2019 года | Национальный состав по переписи населения 2009 года | Национальный состав по переписи населения 2009 года | Национальный состав по переписи населения 2009 года |
| Народ                                               | Численность                                         | %                                                   | Народ                                               | Численность                                         | %                                                   |
| --------------------------------------------------- | --------------------------------------------------- | --------------------------------------------------- | --------------------------------------------------- | --------------------------------------------------- | --------------------------------------------------- |
| Белорусы                                            | 21 852                                              | 90,78 %                                             | Белорусы                                            | 26 293                                              | 92,05 %                                             |
| Русские                                             | 1553                                                | 6,45 %                                              | Русские                                             | 1560                                                | 5,46 %                                              |
| Украинцы                                            | 228                                                 | 0,95 %                                              | Украинцы                                            | 249                                                 | 0,87 %                                              |
| Цыгане                                              | 189                                                 | 0,79 %                                              | Цыгане                                              | 207                                                 | 0,72 %                                              |
| Армяне                                              | 53                                                  | 0,22 %                                              | Армяне                                              | 64                                                  | 0,22 %                                              |
| Поляки                                              | 47                                                  | 0,20 %                                              | Поляки                                              | 33                                                  | 0,12 %                                              |
| Молдаване                                           | 15                                                  | 0,06 %                                              | Молдаване                                           | 25                                                  | 0,09 %                                              |
| Татары                                              | 11                                                  | 0,05 %                                              | Евреи                                               | 18                                                  | 0,06 %                                              |
| Евреи                                               | 11                                                  | 0,05 %                                              | Татары                                              | 12                                                  | 0,04 %                                              |

По переписи 1959 года, в районе проживало 57 128 человек, в том числе 53 562 белорусов (93,76%), 2626 русских (4,6%), 345 евреев, 299 украинцев, 93 поляков.
В 2018 году 17,3% населения района было в возрасте моложе трудоспособного, 50,8% — в трудоспособном, 31,9% — старше трудоспособного. Доля населения в возрасте моложе трудоспособного в Толочинском районе — одна из самых высоких в Витебской области (выше только в Шумилинском районе). В 2017 году коэффициент рождаемости составил 10,9 на 1000 человек, коэффициент смертности — 20,3 (средние коэффициенты рождаемости и смертности по Витебской области — 9,6 и 14,4, по Республике Беларусь — 10,8 и 12,6). В 2017 году в районе родилось 268 и умерло 500 человек. Сальдо внутренней миграции отрицательное (в 2017 году — −151 человек).
В 2017 году в районе было заключено 158 браков (6,4 на 1000 человек) и 75 разводов (3 на 1000 человек); средние показатели по Витебской области — 6,4 и 3,4 на 1000 человек, по Республике Беларусь — 7 и 3,4 на 1000 человек соответственно.

## Экономика
Все основные промышленные предприятия сосредоточены в городском посёлке Коханово и в районном центре.
Средняя зарплата в районе составляет 99,2% от среднего уровня по Витебской области (2017 год). В 2017 году в районе действовало 87 микроорганизаций и 17 малых организаций. В 2017 году 21,7% организаций района были убыточными (в 2016 году — 27,3%). В 2015—2017 годах в реальный сектор экономики района поступило 11,8 млн долларов иностранных инвестиций, в том числе 9,9 млн прямых. В 2017 году предприятия района экспортировали товаров на сумму 11,5 млн долларов, импортировали на 21 млн долларов (сальдо — −9,5 млн долларов).
Выручка от реализации продукции, товаров, работ, услуг за 2017 год составила 248,4 млн рублей (около 124 млн долларов), в том числе 36,1 млн рублей пришлось на сельское, лесное и рыбное хозяйство, 102,6 млн на промышленность, 26,3 млн на строительство, 74,6 млн на торговлю и ремонт.

### Промышленные предприятия
- «Кохановский экскаваторный завод»
- Льнозавод
- Предприятия по производству труб
- «Толочинский консервный завод»

### Сельское хозяйство
Под зерновые культуры в 2017 году было засеяно 24,7 тыс. га пахотных площадей, под кормовые культуры — 22,9 тыс. га, под лён — 1 тыс. га. Валовой сбор зерновых и зернобобовых в 2017 году составил 66 тыс. т (средняя урожайность — 26,8 ц/га), сбор льноволокна составил 779 т. По сбору зерновых и зернобобовых район находится на четвёртом месте в Витебской области.
На 1 января 2018 года в сельскохозяйственных организациях района (без учёта фермерских и личных хозяйств населения) содержалось 26,2 тыс. голов крупного рогатого скота (в том числе 9,9 тыс. коров), 49,2 тыс. свиней, 391 тыс. голов птицы. По поголовью свиней район занимает второе место в Витебской области. За 2017 год было произведено 10 496 т мяса (в убойном весе) и 30 904 т молока.

### Транспорт
Через район проходит автомобильная трасса Брест — Минск — Москва, железная дорога того же направления (имеются станции Толочин, Коханово и Славное), газопровод Ямал — Европа, несколько нитей газопровода Торжок — Минск — Ивацевичи, нефтепровод Унеча — Диена.

### Туризм
Туристские достопримечательности — городской сад, Друцк (в своё время столичный город княжества; городище, где когда-то стоял замок, лишь однажды попробовали использовать для привлечения туристов и оживления поселка организаторы рыцарского фестиваля; теперь построен агрогородок и столовая) и Рацевская усадьба, специализирующаяся на охотничьем туризме.

## Здравоохранение
В 2017 году в учреждениях Министерства здравоохранения Республики Беларусь насчитывалось 53 практикующих врача (25,1 в пересчёте на 10 тысяч человек; средний показатель по Витебской области — 37, по Республике Беларусь — 40,5) и 283 средних медицинских работника. В лечебных учреждениях района насчитывалось 177 больничных коек (72,3 в пересчёте на 10 тысяч человек; средний показатель по Витебской области — 80,5, по Республике Беларусь — 80,2).

## Культура и образование
В районном центре расположен Толочинский историко-краеведческий музей с 10,1 тыс. музейных предметов основного фонда. В 2016 году музей посетили 4,9 тыс. человек.
В 2017 году в районе действовало 16 учреждений дошкольного образования (включая комплексы «детский сад — школа») с 972 детьми. В 2017/2018 учебном году действовало 15 учреждений общего среднего образования, в которых обучалось 2577 учеников. Учебный процесс в школах обеспечивали 384 учителя.
В агрогородке Воронцевичи находится деревенская школа, каждый из 8 классов которой располагается в отдельном доме. В школе на восемь домов — 6 музеев, которые создали и поддерживают сами школьники и их наставники.

## Религия
По состоянию на начало 2019 года в Толочинском районе зарегистрировано 10 православных общин, по 2 общины христиан веры евангельской (пятидесятников) и евангельских христиан-баптистов, по одной римско-католической и адвентистской религиозной общине.

## Достопримечательности
- Свято-Покровский женский монастырь
- Двухсотлетний православный храм
- Церковь Святого Антония в Толочин
- Усадебно-парковый комплекс Цюндзевицких в д. Голошево
- Ландшафтно-гидрологический заказник «Скрипутёво» недалеко от д. Волковичи
- Старинный парк возле д. Забайкал
- Часовня-усыпальница князей Хоментовских. Недалеко от д. Реучье
- Пограничный верстовой столб времен Екатерины II. Расположен между деревнями Гончаровка и Зеленая (в 5 км от Толочина по дороге на Круглое Могилёвской области)